# Sinomiopteryx guangxiensis
Sinomiopteryx guangxiensis är en bönsyrseart som beskrevs av Wang och Wen-Xuan Bi 1991. Sinomiopteryx guangxiensis ingår i släktet Sinomiopteryx och familjen Thespidae. Inga underarter finns listade i Catalogue of Life.